# Es leuchtet meine Liebe
Es leuchtet meine Liebe ist ein deutscher Stummfilm von Paul Ludwig Stein von 1922, nach der Erzählung Malmaison von Annemarie von Nathusius.

## Handlung
Es ist das französische Revolutionsjahr 1793. Der verängstigte Adel hält sich auf seinen Schlössern auf, wo sich Paare finden.
Dann stürmen Revolutionäre das Schloss. Die Marquise Jeanne wird durch ihre Zofe gerettet. Aber der schreckenseinflößende Anführer Saint-Just wirbt um sie. Er erwirbt ihre Zuneigung und sie bleibt bei ihm, obwohl sie in Gedanken oft bei ihrem geflohenen Bruder Lucien ist...

## Hintergründe
Es leuchtet meine Liebe war der 17. Film des Regisseurs Paul Ludwig Stein, der vor allem Liebesgeschichten inszenierte.
Er wurde nach der Erzählung Malmaison von Annemarie von Nathusius aus ihrem Buch Es leuchtet meine Liebe von 1921 gedreht.
Die Genehmigung durch die Filmzensur wurde am 29. Juli 1922 erteilt, die Uraufführung erfolgte am 26. Oktober 1922 durch die UFA (wahrscheinlich in Berlin). Am 20. November 1922 gab es die Erstaufführung im englischsprachigen Raum als It Illuminates, My Dear. Es gab offenbar auch Vorführungen in Sowjetrussland.